# Dzikówko
Dzikówko – wieś w Polsce położona w województwie zachodniopomorskim, w powiecie myśliborskim, w gminie Barlinek.
| SIMC    | Nazwa      | Rodzaj  |
| ------- | ---------- | ------- |
| 0177610 | Kocioł     | kolonia |
| 0177626 | Nierybno   | kolonia |
| 0177632 | Przymiarki | kolonia |

W latach 1975–1998 miejscowość administracyjnie należała do województwa gorzowskiego.